# A escampar la boira
A escampar la boira és un programa d'entrevistes nocturn d'Aragón TV presentat per l'advocat Jorge Pueyo en aragonès, català i castellà amb l'objectiu de fer-ne divulgació i que, el fet de parlar-les, es vegi amb normalitat. Combina el format televisiu de monòlegs, reportatges i entrevistes amb la creació de contingut propi a les xarxes socials amb un to humorístic, i compta amb un seguit de col·laboradors que s'expressen en el català de la Franja de Ponent o en aragonès, una llengua que a dia d'avui tot just parlen unes 10.000 persones.
El programa s'emet les nits de dimecres a dijous, a les 00.15h i s'ha titulat amb el nom A escampar la boira perquè és una expressió que comparteixen les llengües aragonesa i catalana, i que també es fa servir allà on ja no es parlen.